# James Staples
James Staples (Florida, 1934) is een Amerikaans componist, muziekpedagoog en pianist.

## Levensloop
Staples studeerde piano en compositie aan de Florida State University in Tallahassee en behaalde daar zijn Bachelor of Music en zijn Master of Music. Daarna studeerde hij aan de prestigieuze Eastman School of Music in Rochester (New York) en promoveerde tot Doctor of Music arts. Zijn leraren waren Carlisle Floyd en Maria Luisa Faini. Verder studeerde hij privé twee jaar bij Irwin Freundlich in New York. 
Als solopianist verzorgt hij regelmatig recitals in Indiana, maar ook concertoptredens met orkesten in Fredonia en Rochester en ook in Tallahassee en Fort Lauderdale. 
Hij is muziekpedagoog aan de Indiana University in Bloomington (Indiana) en aan het State University College in Fredonia (New York).
Sinds 1988 is hij ook bezig als freelance componist. Hij schreef werken voor orkest, harmonieorkest, koren, kamermuziek en voor piano.

## Composities

### Werken voor orkest
- 1995-1996 Concerto, voor piano en orkest

### Werken voor harmonieorkest
- 1991 Windsprint voor piano, slagwerk en harmonieorkest

### Werken voor koren
- Mass, voor gemengd koor en piano
- God with us, voor gemengd koor en piano

### Kamermuziek
- Piano trio
- Drie duos, voor klarinet en fagot
- Suite, voor tuba en piano

### Werken voor piano
- Sonata
- Theme and Variations

- International Standard Name Identifier: 0000 0000 4591 7200
- Library of Congress Control Number: no96016846
- Virtual International Authority File: 26654853
- WorldCat: E39PBJd8gtDTK6McpDY4qTcHG3